# Procambarus barbiger
Procambarus barbiger, được gọi là the Jackson prairie crayfish, là một loài tôm thuộc họ Cambaridae. Đây là loài đặc hữu của Jackson Prairie ở Quận Newton, Quận Scott, Quận Jasper, Quận Smith và Quận Rankin, Mississippi.